# オブーヒウ地区
オブーヒウ地区 (ウクライナ語: Обухівський район) は、ウクライナ・キーウ州のラヨン (地区) である。行政庁所在地はオブーヒウ市である。人口は2021年推計で228,829人。
2020年7月18日、地方自治体行政区画改革の一環として、キーウ州のラヨン数は7地区へと減少し、オブーヒウ地区の地域は大幅に拡張した。

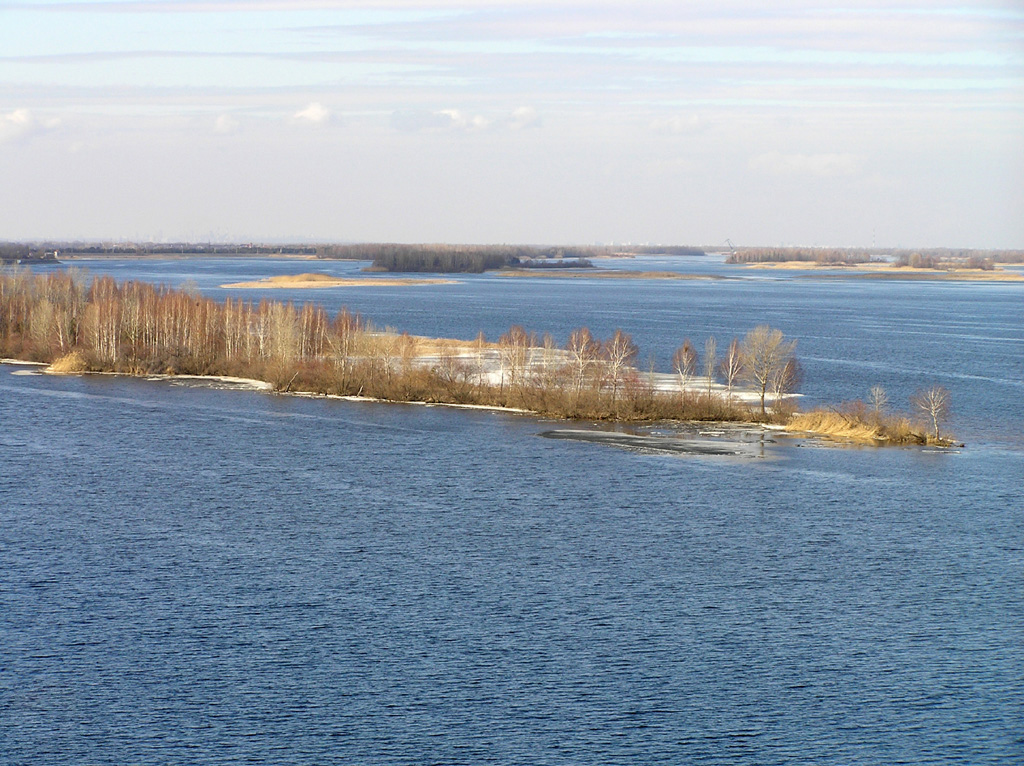
トリピーッリャ近郊のドニプロ川